# 新德米特里夫卡 (別里斯拉夫區)
47°21′21″N 33°20′53″E / 47.35583°N 33.34806°E
新德米特里夫卡（烏克蘭語：Новодмитрівка）是位於烏克蘭南部的村莊，由赫爾松州別里斯拉夫區的大亞歷山德里夫卡市鎮負責管轄。該村始建於1812年，面積6.77平方公里，海拔高度67米，2001年人口901，人口密度每平方公里387.5人。